# Municipio de Parker (condado de Morrison)
El municipio de Parker (en inglés: Parker Township) es un municipio ubicado en el condado de Morrison en el estado estadounidense de Minnesota. En el año 2010 tenía una población de 474 habitantes y una densidad poblacional de 4,76 personas por km².

## Geografía
El municipio de Parker se encuentra ubicado en las coordenadas 46°3′51″N 94°34′53″O / 46.06417, -94.58139. Según la Oficina del Censo de los Estados Unidos, el municipio tiene una superficie total de 99.68 km², de la cual 99,68 km² corresponden a tierra firme y (0 %) 0 km² es agua.

## Demografía
Según el censo de 2010, había 474 personas residiendo en el municipio de Parker. La densidad de población era de 4,76 hab./km². De los 474 habitantes, el municipio de Parker estaba compuesto por el 99,79 % blancos, el 0,21 % eran de otras razas. Del total de la población el 0,42 % eran hispanos o latinos de cualquier raza.